# Erythranthe chinatiensis
Erythranthe chinatiensis är en gyckelblomsväxtart som beskrevs av Guy L. Nesom. Erythranthe chinatiensis ingår i släktet Erythranthe och familjen gyckelblomsväxter. Inga underarter finns listade i Catalogue of Life.